# Объединённая цыганская партия Косова
Объединённая цыганская партия Косова (алб. Partia Rome e Bashkuar e Kosovës, цыг. Partia Romani Yekhipeski pi Kosova) — политическая партия в Косово, основанная в 2000 году. Представляет интересы цыганской общины в Косово.

## История
На парламентских выборах 2004 года партия получила 0,2% голосов избирателей и 1 из 120 мест в Ассамблее Косова, которое занимал Зилфи Мерджа.
На выборах 2017 года Альберт Киноли получил место в Ассамблее Косова, и партия набрала 955 голосов, что составляет 0,13% голосов. В 2018 году Объединённая цыганская партия присоединилась к пяти другим партиям, которые потребовали отставки Гьерджа Дедаджа после того, как он назвал Турцию и Сербию «жестокими правителями», стремящимися восстановить своё влияние в Косово.
На парламентских выборах 2019 года партия получила 0,12% голосов избирателей и 1 место в собрании.